# 福田健夫
福田 健夫（ふくだ たけお、1934年9月22日 - ）は日本の医学者。鹿児島大学名誉教授。専門は薬理学。

## 経歴
福田得志の二男として福岡県に生まれる。1953年福岡県立修猷館高等学校を経て、1961年九州大学医学部医学科を卒業。
1962年5月医師国家試験に合格。1966年4月九州大学医学部助手、1967年2月医学博士の学位を取得、1968年3月講師、同年6月より1969年7月までミシガン大学に留学し、1971年4月九州大学医学部助教授となる。
1977年9月鹿児島大学医学部教授に就任。1981年7月より1983年6月まで附属動物実験施設長、1989年4月評議員、1991年4月より1993年3月まで医学部長を併任。2000年3月退官、鹿児島大学名誉教授となる。その後、鹿児島純心女子大学（現・鹿児島純心大学）副学長を務めた。